# Sverre Larsson
Sverre Ferdinand Larsson, född 2 mars 1928 i Skee församling, Göteborgs och Bohus län  död 4 augusti 2017, var en svensk direktör, tidningschef och författare. Han var frontfigur inom flera av Pingströrelsens bolag, VD i AB Dagen och vice ordförande i styrelsen för kristna tidningen Världen idag.